# وجه بدري
السحنة البدرية أو الوجه البدري أو وجه القمر هي علامة طبية يولد بها العديد من الأشخاص غالبا، مما يؤدى إلى كبر كلا من الذقن والجبهة. هذا يجعل شكل الوجه يشبه القمر عندما يُنظر إليه من الجانب. تظهر هذه العلامة عادة في مرضى متلازمة كوشينغ أو من يستخدمون العلاج بالستيرويدات ( خاصة الكورتيزون).